# Dahira svetsinjaevae
Dahira svetsinjaevae là một loài bướm đêm thuộc họ Sphingidae. Loài này có ở Trung Quốc.
Chiều dài cánh trước khoảng 27–29 mm. Nó gần giống loài Dahira obliquifascia.